# 投机
投機（英語：speculation），不同於投資，是指貨幣所有者以其所持有的貨幣購入非貨幣資產，然後在未來將購得的非貨幣資產再次轉換為貨幣資產，以賺取較低的購入價格和較高的出售價格之間的利潤，即差價。投機存在風險。
投機者同以抵消頭寸風險為目的的對沖者、以獲取不同市場中同類產品差價為目的套利者以及以通過長期持有而獲取利潤為目的的投資者共同構成金融市場的四大主要參與者。
投機並不在乎是要做多或做空，在乎的是，對於標的物未來變化，有沒有在心理有一套自己的完整判斷的思微邏輯。
由於判斷的是未來的變化，參與投機活動的人就必須要理解，投機遊戲沒有百分之百的勝率。參與者只能根據自己的信心與對市場的理解下賭注。
投機，是一場與其他參與者鬥智的遊戲，也是一場與自己內心情緒抗爭的活動。

## 炒賣
炒賣是投機者意圖在短時期內從低價購入再從高價賣出轉售圖利，常見被炒賣的有股票、樓房、黃牛票等。